# Sjarhej Harlukovič
Sjarhej Vadzimavič Harlukovič (in bielorusso Сяргей Вадзімавіч Гарлуковіч?, in russo Сергей Вадимович Горлукович?, Sergej Vadimovič Gorlukovič; Hrodna, 18 novembre 1961) è un allenatore di calcio ed ex calciatore sovietico di origine bielorussa, dal 1992 russo, di ruolo difensore.

## Caratteristiche tecniche
Era un terzino destro e sinistro spesso ad inizio carriera, talvolta schierato a centrocampo. Raramente tendeva ad avanzare sulla fascia, portando pericoli verso l'area avversaria. Non eccelso nelle chiusure difensive.

## Carriera

### Club
Dopo aver visto la casacca dell'Homel', nel 1985 passa alla Dinamo Minsk e due anni dopo è nella Lokomotiv Mosca. Nel 1989 riesce a uscire dall'URSS, andando a giocare in Germania, tra le file del Borussia Dortmund. Dopo aver passato altre tre stagioni in Germania, con la nascita della Russia fa ritorno in patria, all'Alania, dove vince il suo primo titolo russo, pur da comprimario. L'anno seguente passa allo Spartak Mosca dove, da titolare, vince tre campionati consecutivi e una Coppa di Russia (1998). Nel 2002, dopo aver giocato per altre tre squadre russe, decide di terminare la carriera in Armenia.
Ha totalizzato più di 500 partite in tutte le competizioni.

### Nazionale
Ha giocato sia per l'URSS sia per la Nazionale russa, totalizzando 37 presenze e 1 gol tra il 1988 e il 1994. Ha partecipato a un'Olimpiade (1988), ai Mondiali 1990 e 1994 e a Euro 1996.
Riserva nell'Olimpiade di Seul 1988 vinta dall'URSS, Harlukovič si conquista un posto da titolare al Mondiale di Italia 1990, giocando tre partite e 270': dopo la terza partita, l'URSS è eliminata dal girone comprendente Romania, Argentina e Camerun. È titolare anche nel Mondiale seguente, a USA 1994 ma dopo la prima partita contro il Brasile (persa 2-0), si fa espellere contro la Svezia (persa 3-1) al 49', sul punteggio di 1-1 e saltando la terza e ultima gara dei russi contro il Camerun, vinta per 6-1.

### Allenatore
Il 31 maggio 2014 diviene il secondo di Murat Yakın sulla panchina dello Spartak Mosca.

## Statistiche

### Cronologia presenze e reti in nazionale

#### Unione Sovietica
| Cronologia completa delle presenze e delle reti in nazionale ― Unione Sovietica | Cronologia completa delle presenze e delle reti in nazionale ― Unione Sovietica | Cronologia completa delle presenze e delle reti in nazionale ― Unione Sovietica | Cronologia completa delle presenze e delle reti in nazionale ― Unione Sovietica | Cronologia completa delle presenze e delle reti in nazionale ― Unione Sovietica | Cronologia completa delle presenze e delle reti in nazionale ― Unione Sovietica | Cronologia completa delle presenze e delle reti in nazionale ― Unione Sovietica | Cronologia completa delle presenze e delle reti in nazionale ― Unione Sovietica |
| Data                                                                            | Città                                                                           | In casa                                                                         | Risultato                                                                       | Ospiti                                                                          | Competizione                                                                    | Reti                                                                            | Note                                                                            |
| ------------------------------------------------------------------------------- | ------------------------------------------------------------------------------- | ------------------------------------------------------------------------------- | ------------------------------------------------------------------------------- | ------------------------------------------------------------------------------- | ------------------------------------------------------------------------------- | ------------------------------------------------------------------------------- | ------------------------------------------------------------------------------- |
| 19-10-1988                                                                      | Kiev                                                                            | Unione Sovietica                                                                | 2 – 0                                                                           | Austria                                                                         | Qual. Mondiali 1990                                                             | -                                                                               | 46’                                                                             |
| 21-11-1988                                                                      | Damasco                                                                         | Siria                                                                           | 0 – 2                                                                           | Unione Sovietica                                                                | Amichevole                                                                      | 1                                                                               |                                                                                 |
| 23-11-1988                                                                      | Al Kuwait                                                                       | Kuwait                                                                          | 0 – 1                                                                           | Unione Sovietica                                                                | Amichevole                                                                      | -                                                                               |                                                                                 |
| 27-11-1988                                                                      | Al Kuwait                                                                       | Kuwait                                                                          | 0 – 2                                                                           | Unione Sovietica                                                                | Amichevole                                                                      | -                                                                               | 70’                                                                             |
| 21-2-1989                                                                       | Sofia                                                                           | Bulgaria                                                                        | 1 – 2                                                                           | Unione Sovietica                                                                | Amichevole                                                                      | -                                                                               | 46’                                                                             |
| 22-3-1989                                                                       | Eindhoven                                                                       | Paesi Bassi                                                                     | 2 – 0                                                                           | Unione Sovietica                                                                | Qual. Mondiali 1990                                                             | -                                                                               |                                                                                 |
| 26-4-1989                                                                       | Kiev                                                                            | Unione Sovietica                                                                | 3 – 0                                                                           | Germania Est                                                                    | Qual. Mondiali 1990                                                             | -                                                                               |                                                                                 |
| 10-5-1989                                                                       | Istanbul                                                                        | Turchia                                                                         | 0 – 1                                                                           | Unione Sovietica                                                                | Qual. Mondiali 1990                                                             | -                                                                               |                                                                                 |
| 31-5-1989                                                                       | Mosca                                                                           | Unione Sovietica                                                                | 1 – 1                                                                           | Islanda                                                                         | Qual. Mondiali 1990                                                             | -                                                                               |                                                                                 |
| 23-8-1989                                                                       | Lubin                                                                           | Polonia                                                                         | 1 – 1                                                                           | Unione Sovietica                                                                | Amichevole                                                                      | -                                                                               | 90’                                                                             |
| 6-9-1989                                                                        | Vienna                                                                          | Austria                                                                         | 0 – 0                                                                           | Unione Sovietica                                                                | Qual. Mondiali 1990                                                             | -                                                                               |                                                                                 |
| 8-10-1989                                                                       | Karl-Marx-Stadt                                                                 | Germania Est                                                                    | 2 – 1                                                                           | Unione Sovietica                                                                | Qual. Mondiali 1990                                                             | -                                                                               |                                                                                 |
| 15-11-1989                                                                      | Sinferopoli                                                                     | Unione Sovietica                                                                | 2 – 0                                                                           | Turchia                                                                         | Qual. Mondiali 1990                                                             | -                                                                               | Ammonizione                                                                     |
| 28-3-1990                                                                       | Kiev                                                                            | Unione Sovietica                                                                | 2 – 1                                                                           | Paesi Bassi                                                                     | Amichevole                                                                      | -                                                                               |                                                                                 |
| 25-4-1990                                                                       | Dublino                                                                         | Irlanda                                                                         | 1 – 1                                                                           | Unione Sovietica                                                                | Amichevole                                                                      | -                                                                               |                                                                                 |
| 9-6-1990                                                                        | Bari                                                                            | Romania                                                                         | 2 – 0                                                                           | Unione Sovietica                                                                | Mondiali 1990 - 1º turno                                                        | -                                                                               |                                                                                 |
| 13-6-1990                                                                       | Napoli                                                                          | Argentina                                                                       | 2 – 0                                                                           | Unione Sovietica                                                                | Mondiali 1990 - 1º turno                                                        | -                                                                               |                                                                                 |
| 18-6-1990                                                                       | Bari                                                                            | Camerun                                                                         | 0 – 4                                                                           | Unione Sovietica                                                                | Mondiali 1990 - 1º turno                                                        | -                                                                               |                                                                                 |
| 12-9-1990                                                                       | Mosca                                                                           | Unione Sovietica                                                                | 2 – 0                                                                           | Norvegia                                                                        | Qual. Euro 1992                                                                 | -                                                                               |                                                                                 |
| 6-2-1991                                                                        | Glasgow                                                                         | Scozia                                                                          | 0 – 1                                                                           | Unione Sovietica                                                                | Amichevole                                                                      | -                                                                               |                                                                                 |
| 27-3-1991                                                                       | Francoforte sul Meno                                                            | Germania                                                                        | 2 – 1                                                                           | Unione Sovietica                                                                | Amichevole                                                                      | -                                                                               |                                                                                 |
| Totale                                                                          |                                                                                 | Presenze                                                                        | 21                                                                              |                                                                                 | Reti                                                                            | 1                                                                               |                                                                                 |

#### Russia
| Cronologia completa delle presenze e delle reti in nazionale ― Russia | Cronologia completa delle presenze e delle reti in nazionale ― Russia | Cronologia completa delle presenze e delle reti in nazionale ― Russia | Cronologia completa delle presenze e delle reti in nazionale ― Russia | Cronologia completa delle presenze e delle reti in nazionale ― Russia | Cronologia completa delle presenze e delle reti in nazionale ― Russia | Cronologia completa delle presenze e delle reti in nazionale ― Russia | Cronologia completa delle presenze e delle reti in nazionale ― Russia |
| Data                                                                  | Città                                                                 | In casa                                                               | Risultato                                                             | Ospiti                                                                | Competizione                                                          | Reti                                                                  | Note                                                                  |
| --------------------------------------------------------------------- | --------------------------------------------------------------------- | --------------------------------------------------------------------- | --------------------------------------------------------------------- | --------------------------------------------------------------------- | --------------------------------------------------------------------- | --------------------------------------------------------------------- | --------------------------------------------------------------------- |
| 24-3-1993                                                             | Haifa                                                                 | Israele                                                               | 2 – 2                                                                 | Russia                                                                | Amichevole                                                            | -                                                                     |                                                                       |
| 14-4-1993                                                             | Lussemburgo                                                           | Lussemburgo                                                           | 0 – 4                                                                 | Russia                                                                | Qual. Mondiali 1994                                                   | -                                                                     | 56’                                                                   |
| 28-4-1993                                                             | Mosca                                                                 | Russia                                                                | 3 – 0                                                                 | Ungheria                                                              | Qual. Mondiali 1994                                                   | -                                                                     |                                                                       |
| 23-5-1993                                                             | Mosca                                                                 | Russia                                                                | 1 – 1                                                                 | Grecia                                                                | Qual. Mondiali 1994                                                   | -                                                                     |                                                                       |
| 2-6-1993                                                              | Reykjavík                                                             | Islanda                                                               | 1 – 1                                                                 | Russia                                                                | Qual. Mondiali 1994                                                   | -                                                                     |                                                                       |
| 28-7-1993                                                             | Cannes                                                                | Francia                                                               | 3 – 1                                                                 | Russia                                                                | Amichevole                                                            | -                                                                     |                                                                       |
| 8-9-1993                                                              | Budapest                                                              | Ungheria                                                              | 1 – 3                                                                 | Russia                                                                | Qual. Mondiali 1994                                                   | -                                                                     |                                                                       |
| 29-1-1994                                                             | Seattle                                                               | Stati Uniti                                                           | 1 – 1                                                                 | Russia                                                                | Amichevole                                                            | -                                                                     |                                                                       |
| 2-2-1994                                                              | Oakland                                                               | Messico                                                               | 1 – 4                                                                 | Russia                                                                | Amichevole                                                            | -                                                                     |                                                                       |
| 23-3-1994                                                             | Dublino                                                               | Irlanda                                                               | 0 – 0                                                                 | Russia                                                                | Amichevole                                                            | -                                                                     |                                                                       |
| 20-4-1994                                                             | Bursa                                                                 | Turchia                                                               | 0 – 1                                                                 | Russia                                                                | Amichevole                                                            | -                                                                     |                                                                       |
| 20-6-1994                                                             | San Francisco                                                         | Brasile                                                               | 2 – 0                                                                 | Russia                                                                | Mondiali 1994 - 1º turno                                              | -                                                                     |                                                                       |
| 24-6-1994                                                             | Detroit                                                               | Svezia                                                                | 3 – 1                                                                 | Russia                                                                | Mondiali 1994 - 1º turno                                              | -                                                                     | 2’, 49’                                                               |
| 16-11-1994                                                            | Glasgow                                                               | Scozia                                                                | 1 – 1                                                                 | Russia                                                                | Qual. Euro 1996                                                       | -                                                                     |                                                                       |
| 8-3-1995                                                              | Bratislava                                                            | Slovacchia                                                            | 2 – 1                                                                 | Russia                                                                | Amichevole                                                            | -                                                                     |                                                                       |
| 25-5-1996                                                             | Doha                                                                  | Qatar                                                                 | 2 – 5                                                                 | Russia                                                                | Amichevole                                                            | -                                                                     |                                                                       |
| 19-6-1996                                                             | Liverpool                                                             | Russia                                                                | 3 – 3                                                                 | Rep. Ceca                                                             | Euro 1996 - 1º turno                                                  | -                                                                     |                                                                       |
| Totale                                                                |                                                                       | Presenze                                                              | 17                                                                    |                                                                       | Reti                                                                  | 0                                                                     |                                                                       |

## Palmarès

### Giocatore

#### Club
- Campionato russo: 4

Spartak-Alania Vladikavkaz: 1995
Spartak Mosca: 1996, 1997, 1998
- Coppa di Russia: 1

Spartak Mosca: 1997-1998

#### Nazionale
- Oro olimpico: 1

Seul 1988